# عبد الله الأحمري
عبد الله بن سعد الأحمري هو منتج أفلام وبرامج سعودي، يشغل منصب المدير التنفيذي لمبادرة كنوز السعودية التابعة لوزارة الإعلام، إحدى المبادرات المنبثقة عن رؤية السعودية 2030.

## سيرته الشخصية
وُلد عبد الله الأحمري في مدينة أبها عام 1991، وحصل على درجة البكالوريوس في تخصص الرياضيات من جامعة الملك سعود عام 2013، وعمل بعد تخرجه في المجال الفني، منتجًا تنفيذيًّا ومخرج أفلام؛ حيث اهتم بإنتاج المحتوى السعودي الذي يسلط الضوء على القصص المحلية، ويعكس الصورة الحقيقية للمملكة العربية السعودية من خلال الأفلام الوثائقية والقصيرة.
برز اسمه في عام 2011 من خلال مشاركته في فعالية "تيدكس" متحدثًا عن أهمية وجود محتوى سعودي متاح عالميًّا، يُبرِز الواقع الحقيقي للمملكة، وفي عام 2019، تم تعيينه مديرًا تنفيذيًّا لمبادرة كنوز السعودية، التي تهدف إلى إنتاج محتوى يوثق التنوع الطبيعي والثقافي والجغرافي للمملكة، ويُسلِّط الضوء على قصص النجاح المحلية في مختلف المجالات.

## سيرته المهنية
بدأ عبد الله الأحمري مسيرته المهنية في عام 2013 بالانضمام إلى مجموعة MBC؛ حيث عمل منتجًا لمدة أربع سنوات، وفي عام 2018، انتقل إلى مركز التواصل الحكومي، وشغل منصب مدير قسم الإنتاج لمدة عام، قبل أن يتولى في عام 2019 منصب المدير التنفيذي لمبادرة كنوز السعودية.

## أعماله
- فيلم "مرحلة صعبة".[2]
- فيلم "نورس العرب".[3]
- فيلم "على حد سواء".[4]
- سلسلة "ماذا يأكل السعوديون؟".[5]
- سلسلة "من هالأرض".[6]
- سلسلة "أطلس السعودية".[7]
- فيلم "الفصل 295".[8]
- فيلم "هورايزن".[9]
- فيلم "المحطة سبعة".[10]
- فيلم "ثروات خالدة".[11]
- فيلم "بخروش".[12]
- فيلم "راعي الأجرب".[13]
- فيلم "ليلة الصفراء".[14]

## وصلات خارجية
- https://shahid.mbc.net/ar/shows/matha-ya%27kol-al-saudiyyoun/show-978314
- https://shahid.mbc.net/ar/shows/من-هالأرض/show-978245
- https://shahid.mbc.net/ar/movies/الفصل-295/movie-974944
- https://www.netflix.com/sa/title/81714296
- https://www.youtube.com/watch?v=lYRcyCrLmww
- https://www.youtube.com/watch?v=qkcFKvIbYcI&list=PLMQ3EU_phM8MlVXBYZ_UQ9SqzOfhncuoT